# Lucius III

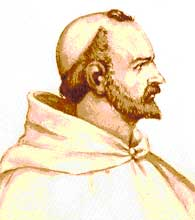
Lucius III

Lucius III, född Ubaldo Allucingoli 1097 i Lucca, död 25 november 1185 i Verona, var påve från den 1 september 1181 till sin död, 25 november 1185.

## Biografi
Ubaldo Allucingoli var född i Lucca, som då var en självständig republik, men datumet är okänt. Innocentius II gjorde honom till kardinalpräst av Santa Prassede den 23 februari 1141, och sände honom sedan som legat till Frankrike. Under Eugenius III sändes han som legat till Sicilien, och den 1 januari 1159 blev han biskop av Ostia och Velletri. År 1177 kommissionerades han av Alexander III att deltaga i den berömda fredskongressen i Venedig, där ett fördrag mellan Alexander III och kejsar Fredrik I Barbarossa ingicks till bådas belåtenhet. Därpå utnämndes han till medlem av skiljedomstolen som bildades för att utreda giltigheten i donationen som Matilda av Toscana givit Kyrkostaten, men vid vilken inget beslut kunde fattas. Den 1 september 1181, dagen efter Alexander III:s död, valdes han till påve i Velletri, där han också kröntes den följande söndagen, den 6 september. 
I början av november ankom han till Rom, men det revolutionära partiet där började snart vända sig emot honom eftersom han vägrade ge dem privilegier som hans företrädare hade utlovat. Av denna anledning tvingades han lämna Rom i mars 1182. Han begav sig till Velletri där han tog emot ambassadörer från kung Vilhelm I av Skottland, som ville ha absolution för bannlysningen han fått av Alexander III. Lucius friade kungen från alla ecklesiastikala förmaningar, och som ett tecken på sin goda vilja sände han honom Gyllene rosen den 17 mars 1183. Från Velletri fortsatte påven till Segni, där han den 5 september 1183 helgonförklarade Bruno som varit biskop där. Sedan återvände han till Rom i avsikt att få ett slut på den ständiga kampen med romarna, men de gjorde livet så outhärdligt för honom att han lämnade staden en andra gång.
Efter att ha tillbringat en kort tid i södra Italien, for Lucius till Bologna där han konsekrerade katedralen den 8 juli 1184. Återstoden av pontifikatet var han i Verona, där han med hjälp av kejsar Fredrik I lät kalla till synod från oktober till november 1184, vid vilken flera åtgärder vidtogs mot bland annat katarerna och valdenserna. Vid denna synod lovade kejsaren att förbereda ett korståg till Heliga landet. 
Fastän förhållandet mellan Lucius och kejsaren inte öppet var fientligt, var det alltid spänt. När biskop Arnold av Trier dött utsågs två rivaliserande efterträdare, och påven vägrade godkänna utnämningen av Volkmar, som en minoritet utsett, i strid mot kejsarens önskemål. Inte heller hörsammade Lucius kejsarens begäran att de biskopsutnämningar som motpåvar gjort skulle gillas och att de skulle återinstalleras på sina poster. Han nekade också att bifalla kejsarens önskan om att hans son Henrik IV skulle krönas till kejsare. Å sin sida hade inte kejsaren erkänt donationen av Matilda av Toscana, eller bistått Lucius mot de romerska baronerna.